# Замок Джакелі
Замок Джакелі (груз. ჯაყელის ციხე) — старовинний замок всередині  фортеці Рабат (Ахалцихська фортеця), розташований в  грузинському місті Ахалцихе.

## Історія
Першими власниками замку були правителі Месхеті, грузинські феодали  роду Джакелі, з дому Чорчанелі з почесним титулом атабеків, які впродовж п'яти століть (з  XII  по  XVII ст.) були найбільш потужною політичною силою Південної Грузії. В 1578  р., після завоювання регіону Османською імперією, Джакелі на перших порах очолили опір загарбникам, але потім перейшли на їх бік і першими з великих грузинських феодалів прийняли іслам. В  Османській імперії рід Джакелі аж до  приходу росіян в 1829 році перебували на положенні спадкових  пашів.Один з представників роду — Ахмед Паша — побудував мечеть Ахмедіє, яка і в наші дні є однією з головних пам'яток фортеці і  міста Ахалцихе .

### Реставрація
У травні 2011 р. уряд Грузії початок реставраційні роботи в  фортеці Рабат, які завершилися в 2012 р. З цією метою з державного бюджету було виділено 34 млн ларі. В рамках проекту було повністю відремонтовано також замок Джакелі.

## Виноски
1. ↑  Оборона Ахалциху. Архів оригіналу за 1 жовтня 2008. Процитовано 10 травня 2014.
2. ↑  Золотий купол мечеті в Рабаті[недоступне посилання з квітня 2019]
3. ↑  Фортеця Рабат в очікуванні туристичного буму. Архів оригіналу за 29 жовтня 2013. Процитовано 10 травня 2014.